# Edgar Zacharewicz
Edgar Zacharewicz (Montagnac, 13 mars 1858 - Avignon, 4 février 1935), ingénieur, directeur départemental des services agricoles et professeur à l'école d'agriculture départementale de Vaucluse au début du XXe siècle, est à l'origine de nombreuses méthodes de modernisation de l'agriculture.  

## Biographie
Il est l'auteur de nombreux ouvrages de référence dans le domaine agronomique, notamment au sujet de la culture de la vigne. Il a vécu dans la villa "Mireille", 33, Avenue Monclar à Avignon.

## Œuvres
- Maladies cryptogamiques de la vigne. Moyens de les combattre, 1889.
- Culture des primeurs dans la région du Sud-Est. Rôle des engrais chimiques dans la culture maraîchère, 1890, Éd. Coulet, Montpellier / Masson, Paris.
- Étude sur l'élevage (Vaucluse), 1894, Éd. François Seguin, Avignon.
- Le Vaucluse agricole. Ses principales cultures : agriculture, horticulture, arboriculture, viticulture et sériciculture, 1898.
- Le vignoble vauclusien et ses cépages, Étude publiée sous les auspices du Conseil général de Vaucluse, 1900, Éd. P. Bernaud.
- Vinification Celliers - Conservation du vin et traitement de ses maladies. Caves coopératives, 1902, Éd. P. Bernaud.
- La culture de l'asperge et les engrais chimiques, 1904.
- The " Unica " Sulphurer. (Une nouvelle soufreuse : la soufreuse Unica). Le Progrès agricole et viticole,  28e année. n°. 18, pp. 556-559, Montpellier, 30 avril 1911.
- The vine flea beetle and its treatment. (L'Altise  et son traitement). Le Progrès agricole et viticole, 29e année,  n°. 19, pp. 600-601. Montpellier, 7 mai 1911.
- Le vignoble vauclusien et ses cépages. Les traitements combinés dans la lutte contre Le mildiou, 1914.
- Culture primeur du melon Éd. La maison rustique, 1921.